# Fazenda Santa Eufrásia
A Fazenda de Santa Eufrásia, construída por volta de 1830, localiza-se em Vassouras, no estado do Rio de Janeiro, entre duas importantes vias, a BR-393 (entre Vassouras e Barra do Piraí) e a RJ-127 (entre Vassouras e Mendes). A Fazenda Santa Eufrásia é a única das fazendas particulares tombada pelo IPHAN no Vale do Café.

## História
A Fazenda Santa Eufrásia, originalmente uma produtora de café, foi construída, em meados do século XIX, pelo Comendador Ezequiel de Araújo Padilha, um fazendeiro socialmente reconhecido e cavaleiro da Ordem das Rosas, e pelo seu irmão Pedro Petras Padilha. Ezequiel gostava de realizar festas exuberantes e saraus na fazenda, além disso, importou gôndolas de Veneza para realizar passeios românticos no açude.
A partir de 1895, a propriedade teve diversos donos, inclusive a família Inglês de Souza,  até que, em 1905, o Coronel Horácio José de Lemos e D. Francisca (D. Chiquinha) compraram a fazenda. Eles acabaram com os cafezais existentes e começaram uma criação de gado bovino e exportavam as carnes para a Europa.
Os proprietários atuais da fazenda, os herdeiros de Alzira Inglês de Souza, são os descendentes do Coronel Horácio Lemos, e hoje, retomaram um cafezal em produção na fazenda. Atualmente, é uma fazenda particular residencial, e recebe visitas diárias com agendamento.

## Arquitetura

### Localização e Entorno
A Fazenda Santa Eufrásia está localizada a 7 km de Vassouras, entre Vassouras e Barra do Pirai, na região do Vale do Paraíba Sul Fluminense, local onde o café foi a principal fonte de renda no século XIX.
A casa sede da Fazenda Santa Eufrásia é rodeada por um gramado e por uma vegetação rica, com árvores centenárias e um açude, que servia para represar a água afim de ser usado no antigo terreiro de café.
É possível perceber que existe uma preocupação com o entorno na implantação da edificação, pois da casa até o açude há um declive suave, e onde se encontra o plantio de café, na lateral esquerda da casa, o terreno possui um desnível maior.

### Descrição Arquitetônica
A Fazenda Santa Eufrásia é a única fazenda particular tombada pelo IPHAN no Vale do Café. É composta pelas edificações (casa principal e anexo), pelo bosque (com árvores centenárias) e pela represa (utilizada para mover a água do antigo engenho). O interior das edificações possui um acervo de 436 itens composto por mobiliários, utensílios, louças autênticas do século XIX. Ao fundo da fazenda, é onde se acredita que ficava a senzala, o engenho e a tulha.
Atualmente, na fazenda, há uma casa principal e um anexo paralelo. A casa é térrea e possui um escritório, uma cozinha, banheiros, quartos e salas de jantar. Segundo o IPHAN, a casa originalmente tinha uma planta em formato de “U”, percebido por características da cobertura e do telhado, que formava um pátio interno interligando diferentes cômodos. A casa sofreu diversas modificações desde o século XIX, quando houve a construção de um trecho da sala de jantar até o quarto duplo. No século XX, foi demolida essa tipologia de pátio interno com planta em “U” e parte do terreno foi utilizado para construir uma cavalariça.
Na fachada principal é possível perceber um alpendre, um deck de pedras e uma sequência de seis janelas estilo guilhotina. A fachada posterior é composta pela mesma sequência de janelas, enquanto nas fachadas laterais, as janelas variam entre guilhotina e janelas duplas. Na fachada frontal existe também um forro de madeira pintado de branco nos beirais, enquanto nas outras fachadas essa madeira é aparente, permitindo assim visualizar algumas peças de estrutura do telhado.
O anexo é composto por duas alas com um átrio no centro. Essa edificação funcionava como local de serviço devido a sua localização no terreno. A ala esquerda do anexo possui quatro cômodos, e a ala direita cinco. As fachadas frontal e posterior possuem dois tipos de janelas, umas de madeira com dimensões similares a da casa principal e outras de dimensões maiores para uma maior ventilação e iluminação. Existe uma variação no tamanho das portas também de acordo com a função, por exemplo, portas de vão menor seria para a passagem de pessoas, enquanto portas de vãos maiores eram destinadas a passagem de máquinas e equipamentos.
Entre elementos interessantes encontrados na casa sede, estão uma pia muito antiga mas cuja data não é possível identificar e o forro da sala de jantar com estrutura de madeira mas ornamentado com estuques. 

### Técnicas de Construção
Foram utilizadas várias técnicas construtivas do período colonial na fazenda. As paredes internas e externas da casa principal foram originalmente feitas de pau-a-pique, mas algumas paredes internas foram modificadas para alvenaria de tijolo furado. Algumas portas sofreram modificações devido a influências do período neoclássico, como por exemplo a adição de bandeiras.
No anexo, as paredes de sustentação são feitas de adobe e as paredes internas são de pau a pique. E o embasamento dessa edificação é em cantaria aparente.
Algumas das alvenarias foram trocadas por tijolos maciços e algumas das janelas de arquitetura colonial foram substituídas por outras mais alongadas e envidraçadas.

## Atualidade

### Visitas
A Fazenda Santa Eufrásia é administrada pela bisneta do Coronel Lemos, Elizabeth Dolson. Ela faz visitas guiadas com turistas pelas edificações vestida com roupas da época. O passeio passa por três quartos mobiliados com artefatos da época e pela sala de música. Ao final, os visitantes podem degustar do café produzido na fazenda. As visitas precisam ser marcadas previamente e é possível agendar um piquenique também.

#### Denúncias de racismo
Em 2016, uma reportagem do site The Intercept denunciou as visitas guiadas na fazenda, onde Dolson se caracterizava como "sinhá" e mulheres negras interpretavam escravas, servindo os turistas. A reportagem diz que a visita não estimularia o "senso crítico" sobre o período da escravidão no Brasil. Dolson negou as acusações de que haveria racismo na encenação: “Racismo? Por causa de quê? Por que eu me visto de sinhá e tenho mucamas que se vestem de mucamas? Que isso! Não! Não faço nada racista aqui!”, disse a administradora.
A visita que fazia a propaganda de que os turistas poderiam ser escravocratas por um dia, banalizava o histórico de violência e selvageria pelo qual aquela região era conhecida antes da abolição. Inclusive as brutalidades foram expostas à Câmara e em 1829, o então fiscal de Valença, Eleutério Delfim da Silva, tornou pública sua preocupação com a situação.
Em 2017 a fazenda assinou um termo de ajustamento de conduta com o Ministério Público Federal para encerrar as encenações guiadas e comprometeu-se a tomar medidas reparatórias para receber o selo "Fazenda sem Racismo". Os representantes da Fazenda Santa Eufrásia comprometeram-se a instalar placas de fácil visualização com informações e registros históricos relacionados ao trabalho escravo no local. 

### Restauração
Em 2009, por conta do gasoduto GASBEL II, que passará no terreno da Fazenda, foi firmado um acordo de patrocínio entre o Iphan - RJ e Transportadora Associada de Gás/Petrobras (TAG) para cobrir os custos de todo o projeto de pesquisa histórica, reparo e restauração da fazenda, como medida compensatória.
O processo de recuperação foi acompanhado pelo IPHAN, responsável pela análise e aprovação, além do suporte técnico durante a execução das obras de restauração.
O projeto de restauro não foi realizado somente nas edificações existentes, mas adicionou também partes destruídas da fazenda, como o armazém. as pontes e o açude. As obras seguiram os procedimentos construtivos comuns à região, a de arquitetura em terra crua, fazendo uso de tijolos de adobe e aplicando técnicas de estuque e pau a pique. Para reconstruir o antigo armazém, utilizaram procedimentos que mesclou técnicas históricas com os métodos contemporâneos de engenharia. Recuperaram o açude e fizeram intervenções emergenciais na ponte, assim como melhoraram as estradas de acesso.
Além das edificações, incorporaram também ao projeto de restauro, o bosque e todo o acervo de mobiliário. Para a recuperação da casa-sede, inicialmente realizaram o inventário do mobiliário. O restauro da fazenda busca oferecer a população uma vivência de uma fazenda de café no século XIX.  Foi também  implementado  um sistema de  combate  a incêndio,   além de colocado mangueiras e reservatórios na parte externa das edificações.
Durante o processo de restauração, fizeram visitas gratuitas guiadas como a "Exposição Canteiro Aberto". Em 2019 as obras foram finalizadas.